# Hack (motorfiets)
Hack is een Brits historisch merk van motorfietsen.
De bedrijfsnaam was: Hack Engineering Co. Ltd., London.
Hack Engineering bouwde scooter-achtige motorfietsen met kleine wielen en 103- en 110 cc Simplex-tweetaktmotoren. Ze hadden veel weg van een gemotoriseerde step met een zadel. De productie begon in 1920 en eindigde in 1923.